# Kamer van Koophandel
Een Kamer van Koophandel  is een organisatie die ondernemingen vertegenwoordigt. In veel landen zijn er Kamers van Koophandel, maar de activiteiten en doelen verschillen per land.

## België

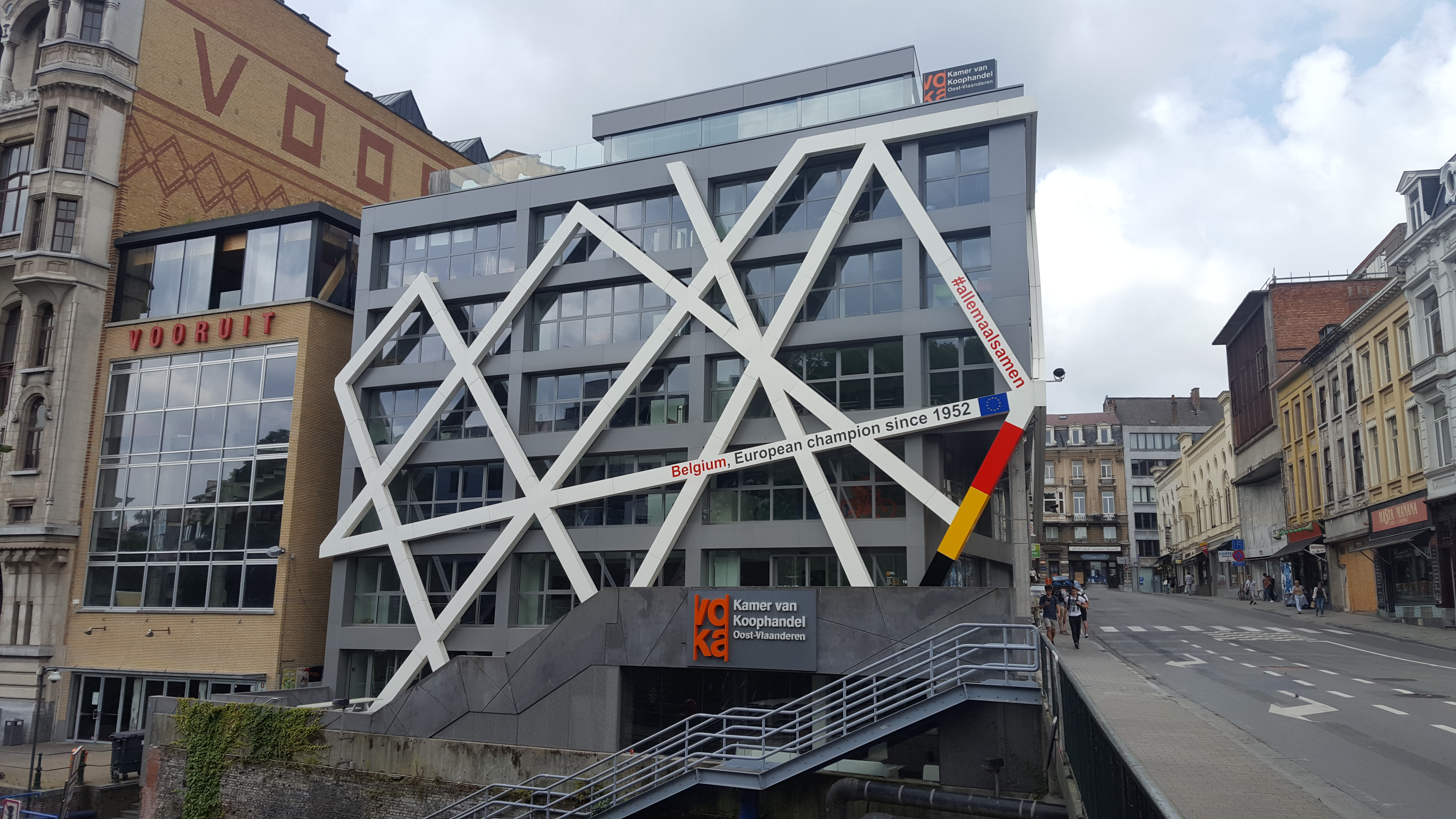
KvK in Gent (2016)

De Kamers van Koophandel in België zijn verenigingen van werkgevers, waar de meeste ondernemers bij zijn aangesloten. Er zijn zes Vlaamse, één Brusselse en zes Waalse Kamers van Koophandel. Al deze Kamers zijn geaccrediteerd door en lid van de Federatie van Belgische Kamers van Koophandel (FKHNB). Daarnaast is er nog een groot aantal Belgische Kamers van Koophandel in het buitenland, waarvan er 28 zijn geaccrediteerd door de FKHNB.
De zes Vlaamse Kamers van Koophandel en het Vlaams Economisch Verbond (VEV) zijn verenigd in het Vlaams netwerk van ondernemingen, Voka.
De zes Kamers van Koophandel in Vlaanderen zijn:
1. West-Vlaanderen[2]
2. Oost-Vlaanderen[3]
3. Antwerpen-Waasland[4]
4. Mechelen-Kempen[5]
5. Vlaams-Brabant[6]
6. Limburg[7]

De zes Chambres de Commerce et d'Industrie in Wallonië zijn:
1. Brabant wallon[8]
2. Wallonie Picarde[9]
3. Hainaut[10]
4. Luxembourg belge[11]
5. Liège-Verviers Namur[12] (CCI Connect)
6. Eupen-Malmedy-Sankt Vith[13]

De Kamer van Koophandel in Brussel ging in 2006 een verregaande alliantie aan met het Verbond van Ondernemingen te Brussel. Ze werken sinds 2008 samen onder de gemeenschappelijke naam Brussels Enterprises Commerce and Industry.

### Doel en activiteiten
De Kamers van Koophandel houden zich bezig met advisering en belangenbehartiging voor ondernemers. Ze adviseren ook de overheid en zetten zich daarbij in voor een goed ondernemersklimaat, denk bijvoorbeeld aan de beschikbaarheid van bedrijfsterreinen. De Belgische Kamers staan, anders dan in Nederland, niet in voor het Handelsregister.
Een andere belangrijke taak is de geschillenbeslechting voor handelsconflicten tussen bedrijven. De Kamers van Koophandel zijn daartoe actief in arbitrage op handelsgebied.

## Luxemburg
De KvK wordt in Luxemburg Chambre de Commerce of Handelskummer genoemd. De Kamer werd in 1841 ingesteld door koning Willem II en is een van de vijf beroepskamers in het groothertogdom.

## Nederland

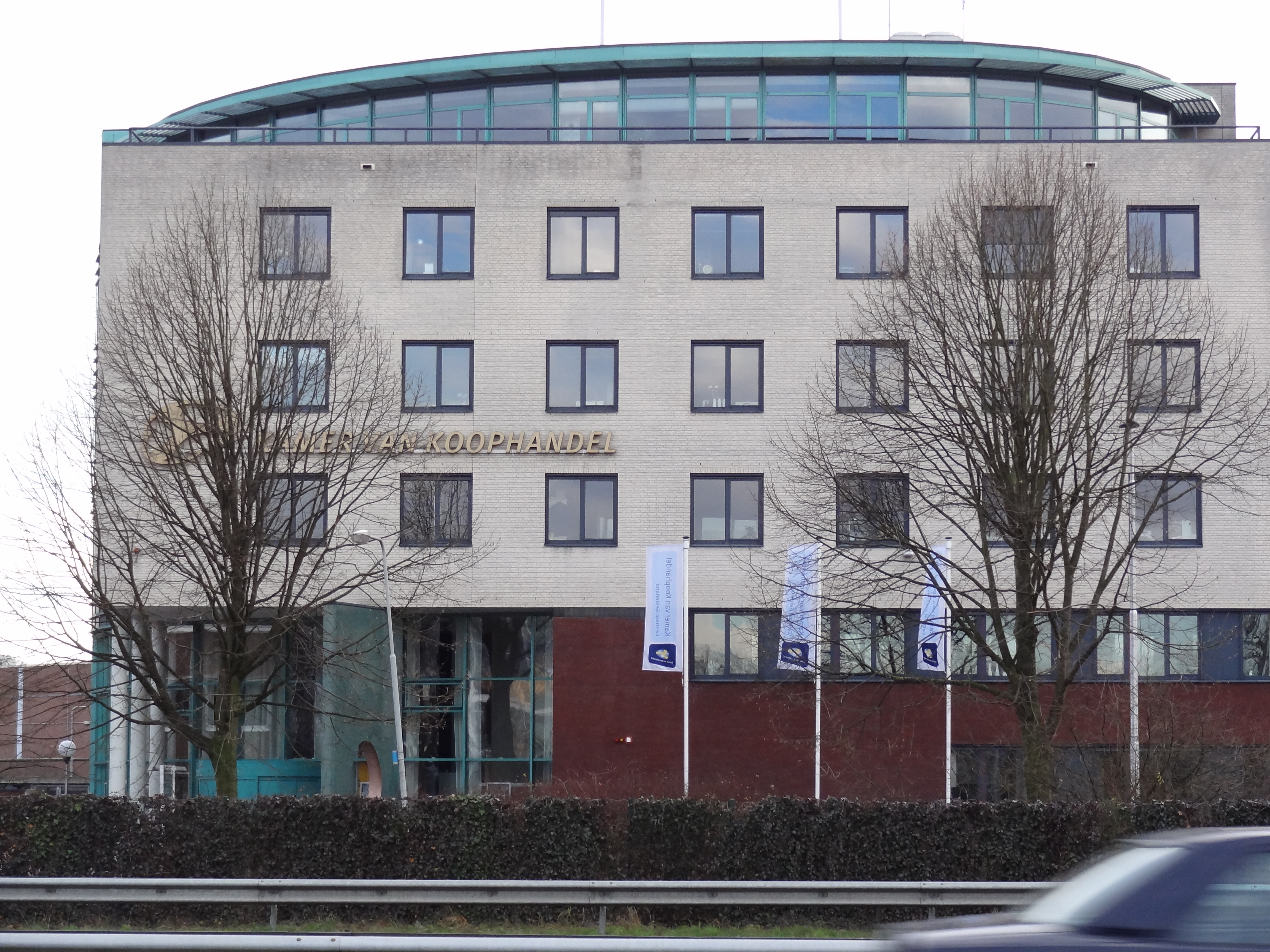
Kantoor van de Kamer van Koophandel in Arnhem.

De KvK is in Europees Nederland een zelfstandig bestuursorgaan, geregeld in de Wet op de Kamer van Koophandel. Het instituut Kamer van Koophandel wordt ondersteund door de Handelsregisterwet 2007. Het budget van de KvK wordt gefinancierd uit de rijksbegroting en door inkomsten uit (kostendekkende) tarieven voor verleende diensten en geleverde producten. De KvK is een organisatie zonder winstoogmerk, complementair aan andere publieke en private organisaties. Het ministerie van Economische Zaken houdt toezicht op de uitvoering van de taken van de KvK.
Op de BES-eilanden stelt de "Wet op de Kamers van Koophandel en Nijverheid BES" twee Kamers van Koophandel vast. Eén op Bonaire en één op Sint Eustatius gezamenlijk voor Sint Eustatius en Saba. De "Handelsregisterwet 2009 BES" bepaalt dat de KvK's belast zijn met het beheer van het Handelsregister.

## Bilaterale Kamers van Koophandel in Nederland en België
Naast de regionale kamers van koophandel bestaan in Nederland en België ook de zogenaamde bilaterale Kamers van Koophandel. Dit zijn verenigingen of stichtingen waar bedrijven zijn aangesloten die zaken doen met een bepaald land. Voorbeelden zijn de Nederlandse Kamer van Koophandel voor België en Luxemburg (NKVK), Stichting Kamer van Koophandel Nederland en Turkije (opgericht 2013), American Chamber of Commerce in the Netherlands en Stichting Zwitserse Kamer van Koophandel in Nederland (opgericht 1933). In tegenstelling tot de regionale kamer van koophandel waar bedrijven verplicht zijn ingeschreven in het nationale handelsregister, is er bij deze bilaterale kamers sprake van betaalde dienstverlening. Deze bilaterale kamers richten zich voornamelijk op handelsbevordering tussen twee landen. Men organiseert bijvoorbeeld handelsmissies, geeft seminars over bilateraal zakendoen of doet individuele marktonderzoeken.
Naast deze zuiver private bilaterale kamers bestaan er ook bilaterale kamers van koophandel die overheidssteun ontvangen van een bepaald land, ter promotie van dat land. Voorbeelden zijn de Nederlands-Duitse Kamer van Koophandel (opgericht 1905), de Franse Kamer van Koophandel in Nederland (opgericht 1979) en de Netherlands British Chamber of Commerce (opgericht 1891).

## Suriname
In Suriname houdt de Kamer van Koophandel en Fabrieken de registratie voor het handelsregister bij. Daarnaast dient ze bedrijven voor, tijdens en na de start van advies. Ook zijn er de Suriname-Nederland Kamer van Koophandel, een Ghana-Suriname Kamer van Koophandel en een Suriname-India Chamber of Commerce and Industry.

## Elders
Ook in andere landen zijn Kamers van Koophandel actief. Deze kunnen geheel verschillend zijn van karakter en doelstelling zijn. Met name in de Verenigde Staten en het Britse Gemenebest zijn de KvK's (Chambers of Commerce) meer verenigingen waarbij ondernemers zich aansluiten om de regio die wordt vertegenwoordigd, te promoten en economisch te stimuleren. Deze Kamers van Koophandel hebben geen Handelsregister en het lidmaatschap is vrijwillig. Bedrijven staan in het buitenland vaak ingeschreven bij aparte instellingen, zoals het Companies House in Cardiff, Groot-Brittannië. Frankrijk kent de Chambre de commerce et d'industrie; Duitsland de Handelskammer.
In het verleden vergaderden Kamers van Koophandel in Italiaanse stadsstaten in wat geheten werd Loggia dei Mercanti.